# Oxford (stacja kolejowa)
Stacja kolejowa Oksford (Oxford railway station) – stacja kolejowa w Oksfordzie, w Anglii. Znajdują się na niej dwa perony, stacja obsługuje 4 540 878 pasażerów rocznie (2006/2007). Dworzec jest wykorzystywany głównie przez First Great Western.